# Rosenstraße 10 (Weißenburg)

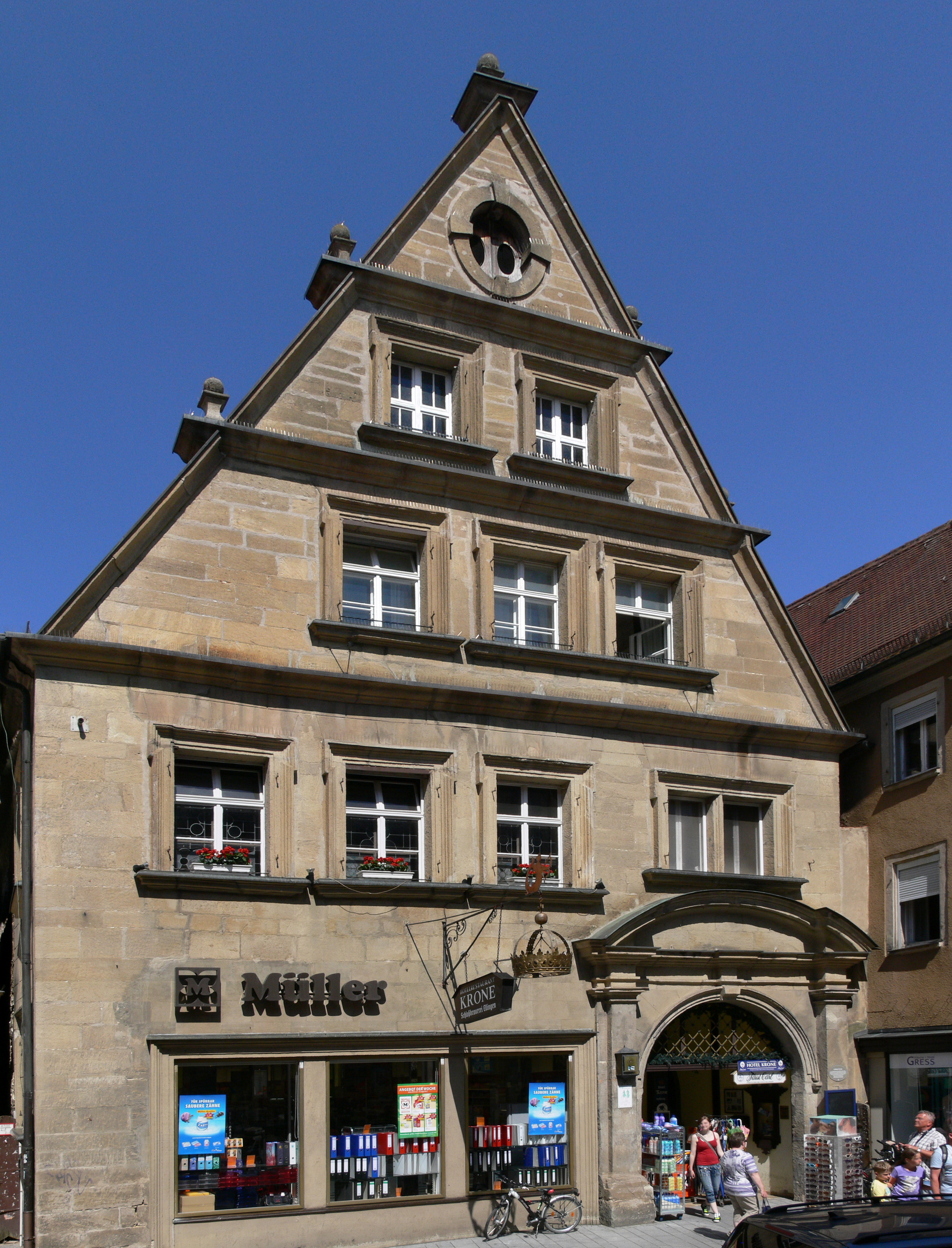
Rosenstraße 10, Bild aufgenommen 2012

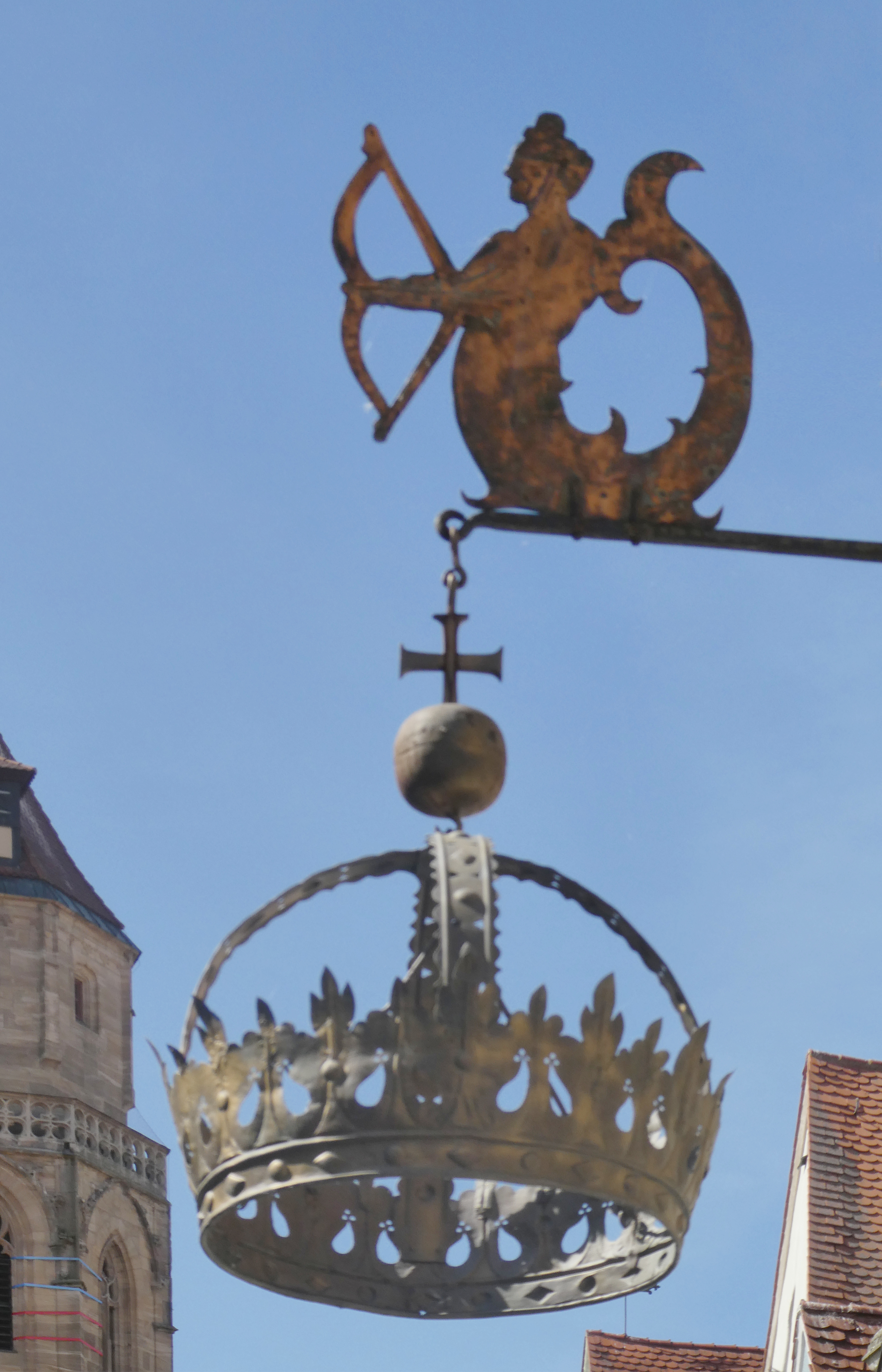
Nasenschild

Das Haus an der Rosenstraße 10 ist ein Bürgerhaus und Hotel in der denkmalgeschützten Altstadt von Weißenburg in Bayern im mittelfränkischen Landkreis Weißenburg-Gunzenhausen. Es ist eines der ältesten Bürgerhäuser Weißenburgs. Älter sind nur noch das Haus an der Luitpoldstraße 16, das Haus an der Judengasse 14 und das Haus am Marktplatz 3. Das Gebäude ist unter der Denkmalnummer D-5-77-177-374 als Baudenkmal in die Bayerische Denkmalliste eingetragen.
Das Bauwerk steht in der Rosenstraße gegenüber des Blauen Hauses umgeben von weiteren Baudenkmälern auf einer Höhe von 423 Metern über NHN.
Das Gebäude ist zweigeschossig, massiv und hat ein Satteldach. Erwähnenswert sind das Portal, die Fensterrahmungen und die gliedernden Gesimse. Die Mauern sind aus Kalkstein. Das verputzte Gebäude wurde 1365 oder 1366 erbaut. Umbauten gab es in den Jahren 1444 und 1554. Die Ausstattung ist zum Teil aus dem 17. Jahrhundert. Die Sandsteinfassade stammt aus dem Barock.
Am 18. März 1867 gab es im Gebäude einen Kellerbrand, der den ersten Einsatz der Freiwilligen Feuerwehr Weißenburg auslöste. Heute befindet sich im Gebäude das Hotel Krone.
Im Gebäude übernachtete am 20. April 1530 Philipp Melanchthon, am 24. März 1632 Gustav Adolf von Schweden, 1530 der Kurfürst von Sachsen sowie die Reformatoren Georg Spalatin und Johann Agricola.